# Ophiorrhiza lawrenceana
Ophiorrhiza lawrenceana là một loài thực vật có hoa trong họ Thiến thảo. Loài này được King & Prain mô tả khoa học đầu tiên năm 1898.